# Juntos Para Siempre
Juntos Para Siempre är ett album med kubansk jazz med Bebo Valdés och Chucho Valdés från 2008.
Bebo Valdés spelar piano med sin son Chucho Valdés, också på piano, klassiska latinska musikstycken. Detta album spelades in sedan far och son hade varit separerade under många år.
Bebo Valdés och Chucho Valdés fick en Grammy Award för Bästa latinska jazzalbum 2010.

## Förteckning över musikstycken
| Nr  | Titel                 | Kompositör               | Längd |
| --- | --------------------- | ------------------------ | ----- |
| 1.  | Preludio Para Bebo    | Bebo Valdés              | 5:06  |
| 2.  | Descarga Valdés       | B. Valdés, Chucho Valdés | 4:52  |
| 3.  | Tres Palabras         | Osvaldo Farrés           | 4:45  |
| 4.  | Rareza del Siglo      | B. Valdés                | 4:13  |
| 5.  | Tea for Two           | Vincent Youmans          | 5:06  |
| 6.  | Son de la Loma        | M. Matamoros             | 3:31  |
| 7.  | La Gloria Eres Tú     | Federico Méndez          | 3:48  |
| 8.  | A Chucho              | B. Valdés                | 4:55  |
| 9.  | Sabor a Mi            | Alvaro Carrillo          | 5:31  |
| 10. | Perdido               | J. Tizol                 | 3:14  |
| 11. | Lágrimas Negras       | M. Matamoros             | 3:46  |
| 12. | La Conga del Dentista | O. Valdés                | 3:21  |

## Källa
- Om albumet på allmusic.com